# 숭덕
숭덕(崇德, 1636년 4월 ~ 1643년)은 청나라 태종(太宗) 숭덕제(崇德帝) 홍타이지의 두번째 연호이다. 7년 9개월 가량 사용하였다. 1636년에 나라 이름을 금(金)에서 청(淸)으로 바꾸고 황제로 즉위한 뒤 역시 연호도 천총(天聰)에서 숭덕으로 바꿨다. 이때 홍타이지는 조선으로 쳐들어와 병자호란을 일으켰다.

## 개원
- 천총(天聰) 10년 4월 11일[1](그레고리력 1636년 5월 15일)에 국호를 청으로 바꾸면서, 연호를 숭덕(崇德)으로 개원함.[2][3][4]

- 숭덕(崇德) 8년 8월 26일[5](그레고리력 1643년 10월 8일)에 연호를 순치(順治)로 정하고, 다음 해 1월 1일[6](그레고리력 1644년 2월 8일)에 개원함.[7][8][4]

## 연대 대조표
| 숭덕 | 서기(西紀) | 간지(干支) | 명나라 연호    |
| 원년 | 1636년     | 병자(丙子) | 숭정(崇禎) 9년 |
| 2년  | 1637년     | 정축(丁丑) | 숭정 10년      |
| 3년  | 1638년     | 무인(戊寅) | 숭정 11년      |
| 4년  | 1639년     | 기묘(己卯) | 숭정 12년      |
| 5년  | 1640년     | 경진(庚辰) | 숭정 13년      |
| 6년  | 1641년     | 신사(辛巳) | 숭정 14년      |
| 7년  | 1642년     | 임오(壬午) | 숭정 15년      |
| 8년  | 1643년     | 계미(癸未) | 숭정 16년      |

## 동시대 연호

### 중국
명(明)
- 숭정(崇禎) (1628년 ~ 1644년)

중국(기타)
- 고영상(高迎祥) 흥무(興武) (1635년 ~ 1636년)
- 장보미(張普薇) 천운(天運) (1637년)

### 베트남
후 레 왕조(後黎朝)
- 즈엉호아(陽和) (1635년 ~ 1643년)
- 푹타이(福泰) (1643년 ~ 1649년)

막 왕조(莫朝)
- 투언득(順德) (1638년 ~ 1661년)

### 일본
- 간에이(寬永) (1624년 ~ 1644년)

## 같이 보기
- 중국의 연호 목록